# Polana bohemani
Polana bohemani är en insektsart som beskrevs av Carl Stål 1864. Polana bohemani ingår i släktet Polana och familjen dvärgstritar. Inga underarter finns listade i Catalogue of Life.